# مدیر پروژه
مدیر پروژه (انگلیسی: Project manager) به فردی متخصص اطلاق می‌شود، که در زمینه مدیریت پروژه فعالیت می‌کند و وظیفه وی برنامه‌ریزی و هدایت پروژه، در چهارچوب مثلث مدیریت پروژه (زمان، هزینه و کیفیت لازم) برای ایجاد نتایج مشخص می‌باشد. مدیر پروژه فعالیت‌های برنامه‌ریزی، سازماندهی، نظارت بر اجرا و هدایت را بر عهده دارد و سعی دارد تا با استفاده درست از منابع، نتایج مشخص و مورد انتظار را با هزینه توافق‌شده در زمان مشخص تحویل دهد. به بیان دیگر مدیر پروژه با بکارگیری دانش، مهارتها، ابزار و تکنیک‌های مدیریت پروژه (همچون ساختار شکست کار، روش مسیر بحرانی و مدیریت ارزش کسب شده) در اداره جریان اجرای فعالیتها، به رفع نیازها و انتظارات متولیان از اجرای پروژه کمک می‌کند. مدیر پروژه در اجرای این مهم از دو بازوی برنامه‌ریزی و کنترل بهره می‌گیرد. محل کار مدیر کنترل پروژه اغلب در شرکت‌ها و سازمان‌ها یا محل پروژه می‌باشد.